# 木の葉モール橋本
木の葉モール橋本（このはモールはしもと、konoha mall HASHIMOTO）は、福岡県福岡市西区橋本二丁目にあるショッピングモール。2011年（平成23年）4月15日に開業した。

## 概要
福岡市地下鉄七隈線橋本駅に隣接した福岡市橋本土地区画整理事業地に位置しており、橋本駅とは連絡橋「はしもとふれあい橋」で直結している。また、国道202号福岡外環状道路沿いにある。
キャナルシティ博多、マリノアシティ福岡、リバーウォーク北九州などを管理・運営する福岡地所が商業施設の運営・企画・管理を行っている。
仮称は「福岡橋本モール」で、その中にサンリブが運営するサンリブシティ橋本が入居するとされていたが、2010年（平成22年）7月に「木の葉モール 橋本」とすることが運営母体の福岡地所から発表された。サンリブは核店舗として出店しているが、衣料品などを取り扱わない食品スーパー形式での出店となっている。子育てプラザやカルチャーセンターなどの物販以外の施設も入居している。
平成27年度の売上高は150億円を突破する見通しである。

## 会員カード
木の葉モール橋本のほか、キャナルシティ博多で使える共通ポイントカード「f-JOYカード」が発行されている。200円の利用（対象外テナント有）で1ポイント（木の葉モール以外の施設では100円の利用で1ポイント）が貯まり、500ポイントで500円のお買物券と交換というシステムである。発行手数料は100円、期限は最終利用日から1年間有効となっている。別途特典の付いたクレジット機能付きのカードも発行されている。
なお、従来発行されていた「木の葉モールカード」のほか、キャナルシティ博多の「キャナルシティカード」、かつて共通利用が可能であったマリノアシティ福岡の「マリノアシティカード」、リバーウォーク北九州の「デコクラブカード」も引き続き利用可能となっている。

## 交通アクセス
鉄道
- 地下鉄七隈線橋本駅から連絡橋「はしもとふれあい橋」で直結。

バス
- 西鉄バス木の葉モール橋本前バス停下車。